# Тэдонган (пиво)

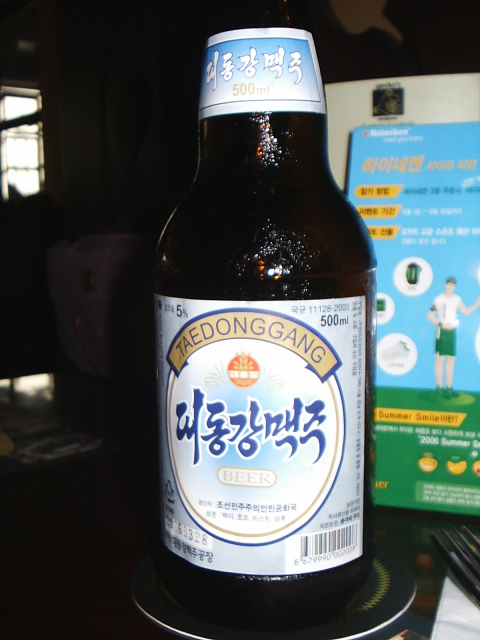
Бутылка пива Тэдонган в баре в Йонсане (центр Сеула)

«Тэдонган» (кор. 대동강맥주, Тэдонган мэкчу; англ. Taedonggang Beer) — один из наиболее распространённых и любимых сортов пива в КНДР. Название пива происходит от главной реки Пхеньяна Тэдонган.
Производится в Садонском районе города Пхеньяна, на одноимённом пивоваренном заводе с 29 ноября 2002 года. Годовой объём производства 70 млн литров. Основной рынок сбыта — Пхеньян (КНДР). В Пхеньяне насчитывается более 300 пивных баров. С 2005 года в ограниченных объёмах поставляется и в Республику Корею. «Тэдонган» является единственной маркой пива КНДР, которую можно купить в Южной Корее. К продаже предлагаются три сорта: светлое, крепкое и тёмное.
 Пиво северные корейцы предпочитают пить с сушеным минтаем, обмакивая его в острый соевый соус.